# 4966 Edolsen
4966 Edolsen è un asteroide della fascia principale del diametro medio di circa 9,66 km. Scoperto nel 1981, presenta un'orbita caratterizzata da un semiasse maggiore pari a 2,6327811 UA e da un'eccentricità di 0,2109548, inclinata di 9,92516° rispetto all'eclittica.